# Global Metal (película)
Global Metal es una película documental dirigida Sam Dunn y Scot McFadyen

## Sinopsis
Los directores Sam Dunn y Scot McFadyen nos descubren cómo el género musical heavy metal, ha impactado las culturas de Europa y América del Norte. La película sigue al fan del metal y antropólogo Sam Dunn en un viaje por Asia, América del Sur y Oriente Medio mientras explora la escena de la música extrema en el mundo, desde el death metal de Indonesia al black metal de República Popular China pasando por Irán con el thrash metal, etc.  El documental revela una comunidad mundial de metaleros que no están simplemente absorbiendo metal de Occidente, sino que lo están transformando, creando una nueva forma de expresión cultural en sociedades dominadas por conflictos, corrupción política y consumismo.